# R. J. McIntosh
Pour les articles homonymes, voir McIntosh.
(en) Statistiques sur pro-football-reference
R. J. McIntosh, né le 2 juin 1996 à Fort Lauderdale en Floride, est un sportif professionnel américain de football américain jouant au poste de defensive end. Il est actuellement agent libre, son plus récent club étant les  Roughriders de la Saskatchewan de la Ligue canadienne de football (LCF).
Il a également joué de 2018 à 2022 dans la National Football League (NFL) respectivement pour les Giants de New York (2020-2020), les Saints de La Nouvelle-Orléans (2021), les Packers de Green Bay (2021), les Colts d'Indianapolis (2022) et les Dolphins de Miami (2022). Il n'a été membre de ces franchises que pendant des intersaisons et/ou en intégrant leurs équipes d'entraînement à l'exception des saisons passés chez les Giants où il était membre de l'effectif principal.
Au niveau universitaire, il a joué pour les Hurricanes de l'université de Miami dans la NCAA Division I FBS pendant trois saisons.

## Biographie

### Carrière universitaire
McIntosh joue avec les Hurricanes de l'université de Miami de 2015 à 2017, enregistrant 5½ sacks. Au terme de sa saison junior en 2017, il est sélectionné dans la 2e équipe de l'Atlantic Coast Conference. Il renonce ensuite à jouer une dernière année universitaire pour se déclarer éligible à la draft 2018 de la NFL.

### Carrière professionnelle

#### Draft
McIntosh est sélectionné en 139e choix global lors du cinquième tour de la draft 2018 de la NFL par la franchise des Giants de New York.

#### Giants de New York
Il est placé sur la liste des blessés au début de la saison 2018 après avoir été diagnostiqué malade au niveau de la glande thyroïde lors du NFL Scouting Combine de la NFL. Retiré de la liste des blessés le 6 novembre 2018, il dispute six matchs durant sa première saison professionnelle. Il est libéré par les Giants le 11 août 2021.

#### Saints de La Nouvelle-Orléans
Le 12 août 2021, McIntosh est réclamé par les Saints de La Nouvelle-Orléans,, mais est libéré par l'équipe le 31 août lors des dernières réduction d'effectif en vue du début de la saison régulière.

#### Packers de Green Bay
Le 21 septembre 2021, McIntosh signe avec les Packers de Green Bay et intègre leur équipe d'entraînement

#### Colts d'Indianapolis
Le 8 février 2022, il signe un contrat d'un an avec les Colts d'Indianapolis mais est libéré le 30 août 2022.

#### Dolphins de Miami
Le 21 novembre 2022, McIntosh signe avec les Dolphins de Miami et intègre leur équipe d'entraînement.

#### Roughriders de la Saskatchewan
Le 12 mars 2024, Mcintosh signe avec les Roughriders de la Saskatchewan de la Ligue canadienne de football (LCF). Il est libéré par le club avant le début de la saison.

## Statistiques

### Universitaires
| Année       | Équipe              | Statut      | MJ |       | Plaquages | Plaquages | Plaquages | Plaquages |       | Interceptions | Interceptions | Interceptions | Interceptions |  | Fumbles | Fumbles |
| Année       | Équipe              | Statut      | MJ | Total | Seul      | Ast.      | Sacks     | Nb.       | Yards | Déf.          | TD            | Nb.           | Rec.          |  |         |         |
| 2015        | Hurricanes de Miami | Fr.         | 03 | 04    | 02        | 02        | 0,5       | 0         | 0     | 0             | 0             | 0             | 0             |  |         |         |
| 2016        | Hurricanes de Miami | So.         | 13 | 047   | 24        | 23        | 2,5       | 0         | 0     | 2             | 0             | 0             | 0             |  |         |         |
| 2017        | Hurricanes de Miami | Jr.         | 13 | 052   | 25        | 27        | 2,5       | 0         | 0     | 7             | 0             | 1             | 1             |  |         |         |
| Totaux NCAA | Totaux NCAA         | Totaux NCAA | 29 | 103   | 51        | 52        | 5,5       | 0         | 0     | 9             | 0             | 1             | 1             |  |         |         |

### Professionnelles
| Année      | Équipe             | MJ |       | Plaquages | Plaquages | Plaquages | Plaquages |       | Interceptions | Interceptions | Interceptions | Interceptions |  | Fumbles | Fumbles |
| Année      | Équipe             | MJ | Total | Seul      | Ast.      | Sacks     | Nb.       | Yards | Déf.          | TD            | Nb.           | Rec.          |  |         |         |
| 2018       | Giants de New York | 06 | 05    | 05        | 0         | 0,0       | 0         | 0     | 0             | 0             | 0             | 0             |  |         |         |
| 2019       | Giants de New York | 12 | 13    | 05        | 8         | 2,0       | 0         | 0     | 0             | 0             | 0             | 0             |  |         |         |
| Totaux NFL | Totaux NFL         | 18 | 18    | 10        | 8         | 2,0       | 0         | 0     | 0             | 0             | 0             | 0             |  |         |         |

## Vie privée
Son frère, Deon McIntosh, a joué au niveau universitaire au poste de running back pour les Fighting Irish de l'université de Notre-Dame-du-Lac (2017) et pour les Cougars de l'Université d'État de Washington (2019-2020). Les frères se sont affrontés le 11 novembre 2017 lors d'un match entre Miami et Notre Dame.
Il est également le frère du running back, Kenny McIntosh (en).